# 자기 쌍극자 전이
전자기파가 원자나 분자에 속박된 전자와 상호 작용하는 것은 시간 의존적인 섭동 이론으로 설명할 수 있다. 자기 쌍극자 전이(영어: Magnetic dipole transition)는 전자의 자기 쌍극자 모멘트와 전자기파의 자기 부분 사이의 결합이 지배적인 영향을 미치는 것을 설명한다. 이들은 관찰되는 주파수에 따라 두 그룹으로 나눌 수 있다. 광학 자기 쌍극자 전이는 서로 다른 두 전자 준위의 하위 준위 사이에서 적외선, 광학 또는 자외선 주파수에서 발생할 수 있는 반면, 자기 공명 전이는 단일 전자 준위 내의 각운동량 하위 준위 사이에서 마이크로파 또는 라디오 주파수에서 발생할 수 있다. 후자는 원자나 분자의 전자 각운동량과 관련된 경우 전자 상자성 공명(EPR) 전이, 핵 각운동량과 관련된 경우 핵 자기 공명(NMR) 전이라고 불린다.

## 이론적 설명
원자에 속박된 베어 전자가 시간 의존적인 전자기장과 상호 작용하는 해밀턴은 파울리 방정식에 의해 주어진다(이론적 설명은를 따른다).
{\displaystyle H={\frac {1}{2m}}[\mathbf {P} -q\mathbf {A} (\mathbf {R} ,t)]^{2}+V(R)-{\frac {q}{m}}\mathbf {S} \cdot \mathbf {B} (\mathbf {R} ,t)}
여기서 {\displaystyle q}와 {\displaystyle m}은 베어 전자의 전하와 질량, {\displaystyle \mathbf {S} }는 스핀 연산자, {\displaystyle \mathbf {A} (\mathbf {R} ,t)}는 파동의 벡터 퍼텐셜, {\displaystyle \mathbf {P} }는 운동량 연산자이다.
해밀턴은 시간 독립적인 부분과 시간 의존적인 부분으로 나눌 수 있다.
{\displaystyle H=H_{0}+W(t)}
여기서
{\displaystyle H_{0}={\frac {1}{2m}}\mathbf {P} ^{2}+V(R)}
은 원자 해밀턴이고, 전자기파와의 상호 작용(시간 의존적)은 다음과 같다.
{\displaystyle W(t)=-{\frac {q}{m}}\mathbf {P} \cdot \mathbf {A} (\mathbf {R} ,t)-{\frac {q}{m}}\mathbf {S} \cdot \mathbf {B} (\mathbf {R} ,t)+{\frac {q^{2}}{2m}}\mathbf {A} ^{2}(\mathbf {R} ,t)}
마지막 항은 A에 대해 이차식이므로 작은 장에서는 무시할 수 있다.
시간 의존적인 부분은 전기 전이 쌍극자(첫 번째 항에서), 자기 전이 쌍극자(두 번째 항에서), 그리고 전기 사중극자와 같은 고차항에 속하는 항으로 테일러 전개될 수 있다. 자기 전이 쌍극자에 속하는 항은 다음과 같다.
{\displaystyle W_{DM}(t)=-{\frac {q}{2m}}(\mathbf {L} +2\mathbf {S} )\cdot \mathbf {B} (\mathbf {R} ,t)}

## 선택규칙
허용된 자기 쌍극자 전이에 대한 선택규칙은 다음과 같다.
1. {\displaystyle \Delta J=0,\pm 1({\text{except }}J=0\rightarrow J=0)} (J: 총 각운동량 양자수)
2. {\displaystyle \Delta M_{J}=0,\pm 1} ({\displaystyle M_{J}}: 지정된 축을 따른 총 각운동량의 투영)
3. 패리티 변화 없음

## 전기 쌍극자 전이와의 비교
- 전기 쌍극자 전이는 서로 다른 패리티를 가진 양자 상태 사이에서만 사라지지 않는 행렬 요소를 가진다.
- 자기 쌍극자 전이와 전기 사중극자 전이는 대조적으로 동일한 패리티를 가진 상태를 결합한다.[1] 이 두 전이의 응답은 전기 쌍극자 전이보다 훨씬 약하다.
- 원자와 분자의 전자 상태는 일반적으로 정적인 전기 쌍극자 모멘트를 가지지 않지만, 많은 상태는 정적인 자기 쌍극자 모멘트를 가진다. 고전적인 자화된 상단 모델은 정적인 자기 쌍극자 모멘트를 가진 원자에 대해 서로 다른 제만 분리된 하위 준위 사이의 자기 공명을 완전한 양자 역학적 설명 없이도 충분히 설명하는 데 사용될 수 있다.[2]